# Rudolf Mandl

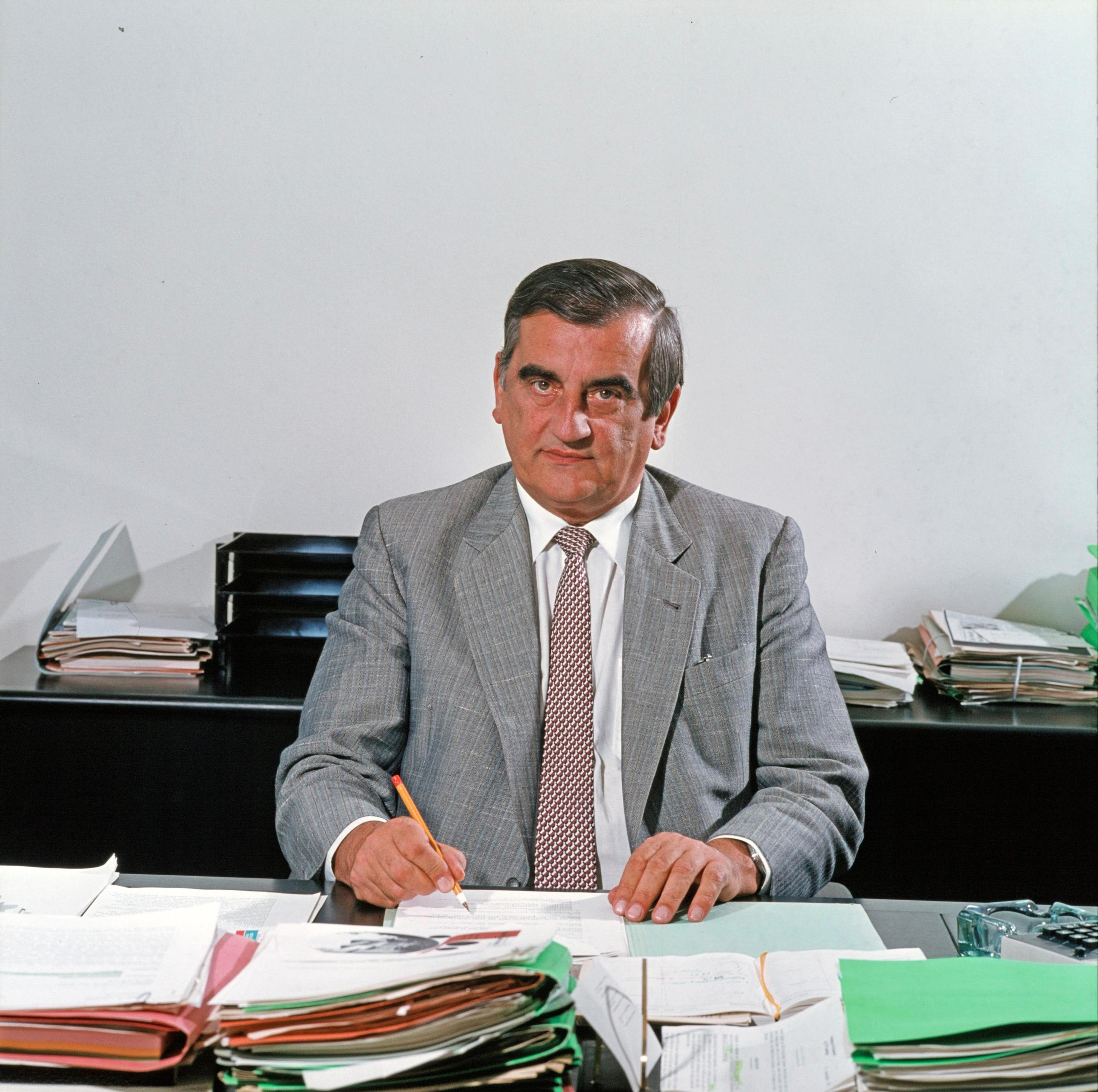
Rudolf Mandl (1981)

Rudolf Mandl (* 20. August 1926 in Feldkirch; † 28. März 2010 ebenda) war ein österreichischer Jurist und Politiker (ÖVP). Mandl war von 1969 bis 1984 Mitglied der Vorarlberger Landesregierung und in dieser Zeit von 1974 bis 1984 Landesstatthalter von Vorarlberg.

## Lebensweg
Mandl besuchte das Gymnasium in Feldkirch und maturierte 1944, anschließend wurde er von der deutschen Wehrmacht zum Kriegsdienst eingezogen. Nach der Entlassung aus der US-amerikanischen Kriegsgefangenschaft studierte er an der Universität Innsbruck Rechtswissenschaften und wurde 1950 zum Dr. iur. promoviert. Nach dem Gerichtsjahr trat er in die Anwaltskanzlei seines Vaters ein. Bis zu seiner Ernennung als Landesstatthalter 1974 leitete Mandl die Kanzlei gemeinsam mit seinem Vater, nachdem er bereits im Februar 1956 die Rechtsanwaltsprüfung abgelegt hatte.
Im Jahr 1960 wurde Mandl für die Österreichische Volkspartei in die Feldkircher Stadtvertretung gewählt. Von 1965 bis 1970 war er daraufhin in seiner Heimatstadt Stadtrat für Bauwesen. Im Jahr 1969 erfolge Mandls Berufung in die Vorarlberger Landesregierung, wo er zunächst bis 1974 Landesrat für Finanzen, Hochbau, Volkswohnungswesen und Wohnbauförderung wurde (ab 1973 oblag ihm auch das Ressort Gesetzgebung). Nach der Landtagswahl in Vorarlberg 1974 wurde Mandl in der neu konstituierten Landesregierung Keßler III Landesstatthalter, also Stellvertreter von Landeshauptmann Herbert Keßler. Dieses Amt übte Mandl zehn Jahre lang aus, ehe er im Jahr 1984 mit der Angelobung der neuen Landesregierung Keßler V aus der Landespolitik ausschied. Anschließend kehrte er in die Leitung seiner eigenen Rechtsanwaltskanzlei zurück.
1995 wurde Rudolf Mandl das Ehrenzeichen des Landes Vorarlberg in Gold verliehen. Er war verheiratet und Vater eines Sohns sowie einer Tochter.